# Plectrocnemia potchina
Plectrocnemia potchina är en nattsländeart som beskrevs av Martin E. Mosely 1942. Plectrocnemia potchina ingår i släktet Plectrocnemia och familjen fångstnätnattsländor. Inga underarter finns listade i Catalogue of Life.